# Meda
För andra betydelser, se Meda (olika betydelser).
Meda är en kommun och stad i provinsen Monza e Brianza i Lombardiet i norra Italien omkring 23 km norr om Milano. Kommunen hade 23 502 invånare (2018) och gränsar till kommunerna Barlassina, Cabiate, Lentate sul Seveso, Seregno och Seveso.